# Ханбекян, Анатолий Джекович
Анатолий Джекович Ханбекян (род. 18 декабря 1935) — советский хоккеист, вратарь.

## Биография
В классе «А» чемпионата СССР выступал за команды «Буревестник» Москва (1955/56 — 1956/57), «Локомотив» Москва (1957/58 — 1958/59). В сезонах 1959/60 — 1966/67 играл в чемпионате РСФСР и в классе «Б» за «Труд» / «Торпедо» Подольск.